# Aldo Li Gobbi
Aldo Li Gobbi (Reggio Emilia, 1918 – Genova, 1º aprile 1944) è stato un militare e partigiano italiano, medaglia d'oro al valor militare alla memoria.

## Biografia
Fratello dell'allora capitano di artiglieria Alberto, Aldo Li Gobbi, era soldato radiotelegrafista del 2º Reggimento Genio in Sicilia. Dopo l'Armistizio si trovava ad Oggebbio (Novara), ed entrò subito nelle file della Resistenza. Membro della formazione di Filippo Beltrami con lo pseudonimo di "Flores", ne divenne il capo del servizio informazioni. La sua esperienza gli permise di mantenere costanti collegamenti radio con il Comando italiano e con quello alleato. Il 31 marzo 1944 si trovava a Genova, col fratello Alberto, per partecipare ad un incontro politico clandestino; cadde, ferito, nelle mani della polizia fascista. Morì il giorno dopo, per le torture a cui era stato sottoposto per estorcergli informazioni.
Ad Aldo Li Gobbi sono intitolate strade a Roma, a Reggio nell'Emilia, a Genova, a Livorno e a Oggebbio (oggi in provincia di Verbania).